# Michael Gazzaniga
Michael S. Gazzaniga, ameriški psiholog, * 12. december 1939, Los Angeles, Kalifornija, ZDA. 
Gazzaniga je profesor in direktor SAGE centra za raziskave uma na Univerzi Kalifornije v Santa Barbari.